# Yttre Hebriderna
Yttre Hebriderna (skotsk gaeliska: Na h-Eileanan Siar; engelska Western Isles eller Outer Hebrides) är en ögrupp och en av Skottlands kommuner. Centralort är Stornoway. Ögruppen ligger utanför Skottlands västkust och är även ett ståthållarskap. Yttre Hebriderna bildar tillsammans med Inre Hebriderna den större gruppen Hebriderna. Till skillnad från de andra skotska kommunerna är det officiella namnet det skotskt-gaeliska.
Fram till 1975, då regionen Western Isles bildades, var några öar en del av Inverness-shire och andra av Ross and Cromarty. 1996 omvandlades regionen till en kommun.

## Kultur
De flesta invånarna på öarna talar skotsk gaeliska som modersmål. Olika reformerta kyrkor har stort inflytande.

## Öarna
Huvudöarna utgör en arkipelag som tillsammans med de mindre öarna runt om ofta nämns under det poetiska namnet Den långa ön. De största öarna är:
- Lewis and Harris
- North Uist
- Benbecula
- South Uist
- Barra

Söder om Barra ligger Barraöarna, som bland annat omfattar Mingulay och Vatersay.